# Xitan, Zhao'an
Xitan (kinesiska: 西潭) är en köping i sydöstra Kina. Den ligger i Zhao'an härad i staden Zhangzhou i provinsen Fujian, omkring 340 kilometer sydväst om provinshuvudstaden Fuzhou. Antalet invånare är 46190. Befolkningen består av 22 722 kvinnor och 23 467 män. Barn under 15 år utgör 19,0 %, vuxna 15-64 år 71 %, och äldre över 65 år 9,0 %.